# 津田大介 日本にプラス
『津田大介 日本にプラス』（つだ・だいすけ にほんにプラス）は2014年4月から、テレ朝チャンネル2で放送されている報道トーク番組である。
2014年2月をもって、新作の放送・制作を終了した同趣旨の『ニュースの深層』をリニューアルした形でスタートしたもので、インターネットなどのソーシャルメディア評論家の第一人者として知られる津田大介が、国内外を問わず様々な世相や社会の動きに着目し、「日本にとってプラスになるようなアイデア」を討論や対談を通して提言していこうとするものである。

## 放送日
- 初回放送　原則として隔週で月-木曜日20:00-21:00（ただし、プロ野球中継などにより放送できない場合は当日23:10-翌日0:10(=当日24:10)に時間を変更）
- その他随時再放送を実施

## 出演
- 津田大介
- 下平さやか（テレビ朝日）
- 渋谷和宏（経済評論家、作家、元雑誌編集者）

## 番組構成
- ゲストトークコーナー（メイン）
- tsudaのニュースピックアップ（最近のニュースの中から、特に話題になっているテーマについて津田がじっくりと解説する）
- 今週の「ゼゼヒヒ」（津田自らの公式サイトで、様々な論争をテーマにしたアンケート「インターネット国民投票・今週のゼゼヒヒ」からピックアップしてそこに寄せられた意見を紹介する）
- わかりやすい経済（渋谷の持ちコーナー。「いまさら聞けない経済用語、経済ニュースの読み方」を解説）
- tsudaのイチオシ（書評。最近発売された最新の書籍・DVD・CDなどから、津田が特に興味を持った作品を毎回数作品紹介して、その見どころを解説するもの）

シリーズもの
- 変わる日本の企業地図
- マンガの巨人
- 経済界の叡智に聞く
- 検証!この国の問題